# EX-ARM エクスアーム
『EX-ARM エクスアーム』（エクスアーム）は、漫画：古味慎也、原作：HiRockによる日本の漫画。『ミラクルジャンプ』（集英社）にプロトタイプとなる連載『EX-VITA』（エクス・ヴィータ）『D'z』（ディーズ）が掲載された後、同社の『グランドジャンプ』にて2015年6号から2018年1号まで連載され、2017年12月20日から『少年ジャンプ+』に移籍して2019年6月26日まで連載された。その後、続編となる『EX-ARM EXA エクスアーム エクサ』が同社の『グランドジャンプむちゃ』にて2019年9月号から2021年3月号まで連載された。スピンオフとして、久麻當郎による小説版『EX-ARM エクスアーム THE NOVEL』が2018年に刊行され、後に古味自らがコミカライズした『EX-ARM Another Code エクスアーム アナザーコード』が『ウルトラジャンプ』にて2020年3月号から12月号まで連載された。
2030年の近未来を舞台に、超常的な能力を持った兵器「EX-ARM」を巡る犯罪組織と警察の戦いを描くSFバトル作品。第1回さいとう・たかを賞 最終候補作品3作品に選考。

## あらすじ
「EX-ARM“No.00”」編（BATTLE 001 - 004）
埠頭の「EX-ARM」取引現場に潜入した上園美波とアンドロイド・アルマのコンビは、取引物のトランク「EX-ARM“No.00”」を奪取して敵の船に逃げ込むが、バトハラの「EX-ARM No.08“スルーハンド”」を装備した敵に襲われる。2人は、敵から奪ったトランク「EX-ARM“No.00”」アキラを起動し、「“スルーハンド”」が後ろ向きにはすり抜けられないことから、「“スルーハンド”」で防水隔壁をいくつもすり抜けて深追いしてきた敵を、艦艇のバラストタンクに腕を突っ込ませることによって身動きを封じて撃破する。
「人間爆弾テロ」編（BATTLE 005 - 012）
「EX-ARM No.09 “人体爆弾化”」と呼ばれる人間爆弾テロが13件発生し、“人体爆弾化”の刻印（マーク）を刻まれた人からの回答から、近藤とキムラで教会を当たると
”神父”が犯人とわかる。神父は逃走し、美波とアルマが追いかける。美波の車が横転し、神父により美波が“人体爆弾化”の刻印（マーク）を刻まれる。
100人の人間爆弾テロが始まる12：00前に神父が乗っている”警察へリ”と美波の操縦するへリで空中戦となり、近藤の狙撃により犯人を射殺して解決。
「EX-ARM対策課の『女子寮』」編（BATTLE 013）
千景主任の最上階のペントハウスをEX-ARM対策課の『女子寮』として提供。
「セクサロイド娼館襲撃事件」編（BATTLE 014 - 026）
セクサロイド娼館襲撃事件の果て、アキラはBFV（二脚戦車）で暴走するエルミラを「“逆”空間消失」で制圧。
「学園」編（BATTLE 027 - 030）
「超仮想現実学園」にいるアキラは、“鏡”のない世界から「EX-ARM対策課」のメンバーにより現実の世界に帰還した。
「仮面舞踏会」編（BATTLE 031 - 034）
外装を対象そっくりに変化させられるEX-ARMを一般人が手にした事件を士牙と共にEX-ARMを回収する。
「里帰り・上園美波」編（BATTLE 035）
四国に里帰り中、上園美波は、嵐の中、離島にいる若い観光客を救助する。
アルマとアキラは、美波の家族が惨殺された事件を美波の祖父から聞かされた。
「EX-ARMオークション」編（BATTLE 036 - ）
「EX-ARMオークション」の招待状により、「EX-ARM対策課」は、仁國社の葉山 雅邦と葉山雅邦の孫娘・翠里を警護するが、オークショニアから出品される「EX-ARM」は3つで入札の権利は3人までと発表され、オークションは、組織同士ののつぶし合いとなる。
ホテルから潜伏先に向かう仁國社のアルマは、グエンのドロイド（ネコ）達と覆面男の戦いの後、アル・ジャードに保護された。そこで美波は、アル・ジャードと行動を共にする少年が 生き別れの美波の弟・蒼真であることを知る。

## 登場人物
声の項はテレビアニメ版の声優。

### 警視庁

#### EX-ARM対策課
EX-ARM犯罪への対策として設置された警察内部組織。
夏目 アキラ（なつめ アキラ）
声 - 斉藤壮馬
主人公。機械音痴の高校生だったが、行き当たったイジメを辞めさせようとした際交通事故に遭い、目覚めると2030年、その姿は装甲された“脳”だけになっていた。
「EX-ARM“No.00-α”」と呼ばれ、高度なハッキング能力を発動。だが自らが東京を破壊した元凶だと告げられる。
失われた記憶と身体を取り戻すため、警視庁の「EX-ARM対策課」に協力する。EX-ARMNo.00“超電脳ハッキング”能力を発揮。ただし、処理の増大によって異常発熱を起こし、生身である脳が焼き切れてしまう危険性がある(他のPCと接続して処理負荷を軽減することで回避可能)。
入谷重工が開発した戦闘ロボット「オーガ」を操ることができる。
前述の通り、ケータイの画面を見るだけで目が回るほどの機械音痴だが、触れるだけで「機械のどの部分が不具合があるのか」が察知できる能力があった。特技は「料理」。
オークション会場にて襲来した最大の敵「β」を倒すため、オークショニアから、No.9（人間爆弾）、No.11（重力操作）、No.16（時間停止）を受け継ぎ、その力を利用して撃破に成功する。
その時点で脳がすでに限界を超えつつあったが、さらなる災厄が襲来。アルマとユグの支援を借りてネットワーク上で激闘を繰り広げるも、関東に押し込めるのが限界だと悟り、敵のハッキングで発射準備にあった核ミサイルを関東上空で炸裂させてEMP攻撃を仕掛けることで、道連れにする形で殲滅する。その後、アルマと共に行方不明となったことでブラックアウトを起こした張本人として全ての罪を擦り付けられる。極秘裏に入谷重工メンバーに回収され、潜伏しながらEX-ARMの回収を続けていた。
彼がEX-ARMとなった理由は、β曰く「ただNo.00と相性が良かっただけ」とのことだったが、最終話で入谷博士の手引きした事故で検体とされていたことが明らかとなっている。
上園 美波（うえぞの みなみ）
声 - 小松未可子
身長159センチメートル、B87、W60、H86。
交通課巡査で、情に厚い警察官。射撃・格闘・操縦も一流。相棒のアルマと交通課から「EX-ARM対策課」に異動。ブラックアウト後、EX-ARMは人類に持たせるには早すぎると対策課に保管されていたものも含めたEX-ARMを持って逃亡・潜伏するが、士牙との密会現場で狙撃されて昏睡状態に陥っていたが、アキラが回収したNo.25による治療で回復。最終話におけるデリバー検挙作戦に際してデリバーの持つNo.03に視認されていないメンバーとして参加する。
アルマ
声 - 鬼頭明里
身長162センチメートル、B88、W58、H87。
2028年に警察庁と入谷重工が共同開発した女性型アンドロイド警察官。人工シナプス知能による学習発展型・第4世代AIを搭載した”アルマシリーズ”プロトタイプで、美波の相棒として任務にあたる。アキラの権限解除機構として機能拡張されている。アンドロイドであるが感覚はあり、味覚はおろか性感まである。
オークション編では複数の勢力によるシステム干渉を受けた結果として人間の定めたプログラムから解き放たれる。世界で最も自由な存在とも称されるが尊敬する美波の理想にしたがいアキラと共にEX-ARMを回収すべく活動を続ける。
志帆（しほ）
交通課の上園 美波の後輩。
士牙 総司（しが そうし）
声 - 浪川大輔
EX-ARM対策課課長。国防軍出身。軍部との関わりも強い。EX-ARMを「全人類の敵」として憎悪し、EX-ARM保持者（ホルダー）を追い続ける。ブラックアウト後はEX-ARMを奪って逃亡していた美波と秘密裏に接触していた現場を狙撃され死亡した。
桐月ひばり（きりつき ひばり）
声 - 西薗雪乃
士牙大佐の秘書。
鹿王院千景（ろくおういんちかげ） “風紀委員長”
声 - 上坂すみれ
EX-ARM対策課主任。警視正。士牙課長の補佐役として、冷静に現場の指揮を執る。FPSゲームが得意。
アリサ姫神（アリスひめがみ）“博士（ドクター）”
声 - 石川由依
入谷重工から派遣されている「EX-ARM対策課」専属エンジニア。縁なし眼鏡をかけた女性で、17歳でカルフォルニア工科大学の学位を取得した才媛。豊富な知識で現場をサポートする。棒つきキャンディがトレードマーク。
近藤（こんどう）
声 - 左座翔丸
EX-ARM対策課員。狙撃のエキスパート。
国防軍従軍経験を持つ。以前は、S.S.A.T.（高次特殊急襲部隊）で任務にあたっていた。ブラックアウト後は警察を退職。仁国社に移籍し翠里の護衛を務める。
キムラ
声 - 八代拓
EX-ARM対策課員。
政変後、復興委員会からの要請による強化外骨格兵士達の急襲を受けたEX-ARM対策課本部で、米軍の強化外骨格（エクソスケルトン）兵士として、兵士達を撃退。ブラックアウト後は特殊凶悪犯罪課に移籍した。

#### 特殊凶悪犯罪課（SMCD）
天守マツリ（あまもり まつり）
続編である「EXA」から登場した婦人警官。ブラックアウトを引き起こした夏目アキラを憎んでいたが、実際に接触したことで行方不明となったことで全ての責任を擦り付けられたのだと知る。最終話では特殊凶悪犯罪課課長としてデリバーを検挙すべく作戦指揮を執る。
仁國社の葉山翠里とは腹違いの姉妹。

#### 入谷重工（いりやじゅうこう）
日本の重工産業の大企業。2010年代にアンドロイド開発の基礎理論を発表。
宗像 香織（むなかた かおり）
声 - 新井里美
入谷重工CEO。柊一の彼女。大学の入谷研究室の先輩でアンドロイドを研究。2014年の高校生だったアキラに会い、『機械の悪いところがわかる』というアキラの能力を体験する。
夏目 柊一（なつめ しゅういち）
声 - 遊佐浩二
宗像の後輩でアキラの兄。大学の入谷研究室でアンドロイドを研究する。
ユグドラシル “ユグ”
声 - 富田美憂
入谷重工が開発した実用型量子コンピュータ。戦場の娘。

#### 公安外事四課
警察の国際テロ捜査組織
鰐淵 哲緒（わにぶち てつお）
声 - 下山吉光
公安警部。現在はEX-ARM対策課を配下に置き、指揮を執る。
宮部広太郎（みやべ こうたろう）
声 - 白井悠介
公安警部補。鰐淵の部下。仁國社の警護役として同行中。

### EX-ARMオークション関係者
オークショニア
声 - 遊佐浩二
ドクロの仮面をかぶった人物で、3つのEX-ARMを出品した。
その正体は、夏目 柊一のクローンで、テロメアの短さゆえか老化が早い。

#### 仁國社
日本の政治結社。
葉山 雅邦（はやま がほう）
声 - 清川元夢
仁國社会長。和装。復興委員会のメンバー。
翠里（みどり）
声 - 安野希世乃
葉山雅邦の孫娘。病気の雅邦の代役を任される。ばあやが、着付けをする。今回の警護中は、美波が手伝う。

#### アル・ジャード
アル・ジャード
声 - 関智一
バーディーン共和国出身。“砂漠の鷹”と呼ばれるアラブの富豪。武術の使い手。
蒼真（そうま）
声 - 小林ゆう
アル・ジャードと行動を共にする少年。生き別れの上園美波の弟。
覆面男
EX-ARM「No.21“空気を操り瞬時に固体化できる能力を持つ。

#### スピリタ・コーカサス
ロシアのマフィア。
ミス・ジーナ
声 - 高橋李依
スピリタ・コーカサスのボス。世界最高峰の“虫使い（ドローンハンドラー）”の1人。
アリスタリフ
声 - 田所陽向
ミス・ジーナの側近。大男。巨体。EX-ARM「No.10“金属融解”」を装備。

#### 河内商会（ハノイ・ファーム）
グエン
声 - 安元洋貴
ベトナム系武器商人。
レアン＝ヴァリウス
蝙蝠男（バッドマン）。切り裂き魔。独裁国家ムアンジ共和国の革命運動家。
オーストリア出身の元医師。EX-ARM「No.17”単分子ブレード”」を装備。
「ムアンジの大虐殺」でペルナとマーシャを失う。独裁者モラウとエルミラを憎む。復讐を誓う。
グエンの経営する「セクサロイド娼館」襲撃事件後、グエンの保持者となる。

#### ファルコーネ一家
イタリアのマフィア。仁國社に提携を持ち掛ける。
ドン・ロッコ
ファルコーネ一家ののボス。
ダリオ＝ゴルドーニ
声 - 西村俊樹
ファルコーネ一家の保持者。EX-ARM「No.23“実体複製”」を装備。

#### ウインター財団
チョコ・ハートネット
NSA（国家安全保障局） 潜入捜査官。
ウインター財団の“生き残り”として、命を狙われた時、ディーラー・レディシュとーイ・キムラに助けられた。以後、行動を共にする。

#### 新お台場インペリアルホテル
レディシュ
カジノ従業員。ディーラー。アルマの従業員宿舎のルームメイト。

#### 竜神会
日本のヤクザ。
樺島偉蔵（かばしま いぞう）
“鋼鉄の浪花節。”。二脚戦車。

#### バトハラ
アジア拠点とした密輸組織。
イーヴォ＝イェガー
声 - 黒滝大智
バトハラの保持者。“密林の悪魔”EX-ARM「No.28“ノイズキャンセリング”」を装備。
“EX-ARM No.08”
声 - 黒田崇矢
バトハラの保持者。「EX-ARM No.08“スルーハンド”」を装備。

#### “運び屋”
“運び屋”（デリバー）
「EX-ARM」を意図的にばら撒き、事件を起こす組織。EX-ARM「No.02」を装備。レディシュを名乗っていたが、続編ではEX-ARM「No.03」「No.22」を追加装備していた。明らかになった正体はEX-ARM研究を進めていた「入谷貴文」本人。

### モラウ
モラウ
独裁国家ムアンジ共和国から日本に亡命。EX-ARM「No.13“空間消失”」。を装備。
エルミラ
声 - 和氣あず未
“御主人様（マスター）”モラウに従事するセクサロイド。
“横須賀特区”セクサロイド娼館「TRUE EVE」のセクサロイド。

### ストリートチルドレン
小春流（こはる）
上園美波の知り合いの女の子。
ナナ
コハルおねーちゃんと一緒にいた小女。

### 敵対者
β
声 - 阪口大助
「EX-ARM“No.00-β”」。αと同時に開発され、アキラ同様のハッキング能力を持って人類に牙を剥く存在。その正体はEX-ARMを収めた隕石外殻に付着していた粘菌生命体。
かつて、外見をアキラの姿に偽装し、No.11とそのジェネレーターであるNo.12を駆使してブラックホールを生成して東京オリンピックを破壊した。この際に使われたのはアキラを生身に戻すために培養されたクローン体だった。
オークショニアの出品したNo.11をはじめとする3つのEX-ARMを狙って襲来し、AI戦車をハッキングして操ったり金属融合能力を使って島と融合したりなど、大暴れをした。
最大の破壊力を持つNo.11を奪い取ろうとオークショニアを食らうが、当時装着しておらず効果を知らなかったNo.16の効果でアキラの脱出とNo.11の再使用を許す。巨大化した体の中で脳核を移動させてNo.12の欠けたNo.11の出力では撃破されないようにするも、自身の本能を突かれて脳核の正確な位置を察知され、直近にブラックホールを生成されて消滅した。
「敵」（仮称）
βのハッキングを受けたAI戦車を日本の軍事コンピューターで解析を行った結果、生まれてしまった存在。明確な名称はない。
βの悪意と破壊衝動を学習し、軍事コンピューターに記録されていた無数の戦略・兵器データ・争いの歴史と結びつけ、「ただひたすら人間に向けて兵器で攻撃するシステム」となった。元が非人格型AIであるため、一切の思惑も信念もない。
インフラを通じて世界中をハッキングし、陥落したリソースを自分の物にしてさらに強大になっていくという、電脳の殺人アメーバとでもいうべき性質を持つ。さらには入谷重工をテロの首謀者に仕立て上げ、ハッキングが通じない相手を民衆に物理破壊させようと試みるなどの搦め手も操る。局所的にはNo.00には及ばないものの、圧倒的物量で互角以上の処理能力を見せる。また、掌握範囲が狭まると処理を集約するためか防衛能力が向上し、途中から最大限リソースを増加させたアキラでさえ押し切れなくなってしまった。
最終的には関東まで追いやられた上で、自身が発射態勢にしていた核ミサイルのEMPによって一網打尽にされた。

## 設定・用語

### 武器
EX-ARM
ロシア・チェリャビンスクに落下した隕石から発見された存在するはずのない超過科学（オーバーテクノロジー）による兵器。人間の体のパーツを模しており、人体に装着することで発動可能となる。その中には時空間に干渉可能なものも存在し、入谷博士は「未来から送り込まれた兵器」と結論付けている。
東京オリンピックを大規模襲撃したことがファーストコンタクトとされ、以降、地下組織や軍事産業などで秘密裏に流通され、「EX-ARM」を使った犯罪が暫時的に増加。日本でも警察組織を中心に対策が始まる。
| ナンバー | 部位   | 所有者・移植者                             | 能力                 | 備考 |
| -------- | ------ | ------------------------------------------ | -------------------- | --- |
| 00-α     | 脳髄   | 夏目アキラ                                 | ハッキング           | 夏目アキラの脳が収容され、彼の意思で動かされる。その後オーガに搭載され、アキラ自身の自律行動が可能となる。                                                                                  |
| 00-β     | 脳髄   | β                                          | ハッキング           | βの本体。α(夏目アキラ)と同時に起動した。 |
| 01       | 脊髄   | 夏目アキラ                                 | 不明                 | オーガの本体であり、No.00の収容ユニット。 |
| 02       | 左眼   | 運び屋(デリバー)                           | 記憶改竄             | 目を合わせた相手の記憶を改竄して操る。 |
| 03       | 右眼   | 運び屋(デリバー)                           | 未来予知             | 目で視認した対象の行動を予知する。 |
| 08       | 左手   | バトハラの戦闘員 →夏目アキラ               | 物質透過             | 掌をかざすことで、銃弾や壁など、正面のあらゆる物を透過する。ただし、掌の向きにしか発動せず、背後や横に透過することは出来ない。                                                              |
| 09       | 不明   | 安西レオナルド →オークショニア →夏目アキラ | 人間爆弾化           | “刻印”(マーク)を埋め込み、生物の体内組成を組み替え爆弾にする。爆弾は遠隔で起動し、有効範囲は300メートル程。オークションに出品されたEX-ARMの一つ。                                           |
| 10       | 左肩   | アリスタリフ                               | 金属融解             | 金属の原子振動を操り、高熱で金属を溶かす。溶かした金属を攻撃に転用することも可能。広範囲を溶かす場合時間がかかる。                                                                          |
| 11       | 右手   | β →オークショニア →夏目アキラ              | 重力操作             | 電磁パルスにより、重力を操る。応用によりブラックホールを発生させることが出来るが、単体では直径2キロメートル程までが限界で、10分のインターバルが必要。オークションに出品されたEX-ARMの一つ。 |
| 12       | 右手首 | β →不明                                    | 不明                 | No.11のブラックホールを広範囲かつ連続して使用するための補助発動機。単体での効果は不明。東京オリンピックの襲撃以降、βが紛失している。                                                        |
| 13       | 右肩   | モラウ                                     | 空間消失             | 任意の二地点を入れ替え、空間を削り取る。モラウの脳死以降はエルミラが操作。 |
| 16       | 腿？   | オークショニア →夏目アキラ                 | 時間停止             | 半径3メートル程の球体の内側の空間と時間を数十分隔絶し、周囲の時間を止める。 |
| 17       | 右足   | レアン                                     | 単原子ブレード       | 足に装備する高周波ブレード。 |
| 20       | 顔     | 偽の槇ゆり子(野上杏花)                     | 擬態                 | 自分を他人の姿に変える。背景と同化して姿を消すことも可能。 |
| 21       | 頸部   | 覆面男                                     | 空気固定             | 触れた空気を瞬時に固定する。遠距離攻撃、防御、足場の生成など応用が利く。ただし同時に固定出来る空気は片手につき2つまでで、また全身を防御可能なだけの大きさは作れない。                       |
| 22       | 心臓   | 運び屋(デリバー)                           | 空間転移             | 距離は不明だが、空間を越えて移動する。発動時に粒子状の光が発生する。 |
| 23       | 右胸   | ダリオ →覆面男                             | 実体複製             | 実体のある複製を作り出す。コピーされた物体は、一定時間経つと消滅する。 |
| 25       | 左脇腹 | 早乙女薫                                   | ナノアセンブラ       | ナノサイズのマシンを生成する。任意に設定されたナノマシンは遠隔操作が可能。 |
| 28       | 不明   | イーヴォ                                   | ノイズキャンセリング | 逆位相波形の周波数を発し、周囲の音を消す。 |

オーガ IGNIS=TYPE02EX
入谷重工が開発した最新鋭SAクラス戦闘用ボデイ。出動には内閣総理大臣の許可が必要。「オーガ」の操作解除。警察の装備。
実はそのボディすら代用品であり、本来はEX-ARMを搭載する仕様になっている。
S.S.A.T.
高次特殊急襲部隊。Senior Special Assault Team。警察が保持。
特甲機隊（S.A.M.）
特殊装甲型機械化部隊 Special Armored Machineries。警察が保持。
BFV（二脚戦車）
Bipod Fighting Vehicle 二脚式戦闘用車両。エルミラが保持。
エクソスケルトン
強化外骨格。Powered Exoskeleton 米軍が保持。
第13特殊機甲部隊 
アンドロイドや二脚戦車ドローンなどを駆逐することを目的に創設された殲滅部隊。復興委員会が保持。
機甲魔神
多脚戦車。第13特殊機甲部隊が保持。
”タカハシガニ”
双腕式油圧ショベルW-ZX270。仁國社が保持。
暗殺猿
機械猿（マイ・キー）。機動性と殺傷能力の高さはトップクラス。グエンが保持。
ドロイド（ネコ）
”超振動カッターの尾”装備。グエンが保持。
燃料気化爆弾「BLU-131」
強力な爆風で広範囲を破壊する爆弾。国連軍が保持。
VLS
Vertical Launching System。垂直発射装置（すいちょくはつしゃそうち）。
Phalanx（ファランクス）
近接防御火器（きんせつぼうぎょかき）システム。
FCS
Fire Control System射撃管制装置（しゃげきかんせいそうち）。
UAV
Unmanned Aerial Vehicle。無人航空機。国防軍が保持。
APS
Active Protection System アクティブ防護システム。。
レーダーやセンサーでロケット弾の接近を感知して小型の指向性爆弾を撃ち出し、その破片でロケット弾を破壊する。

### 組織
復興委員会
正式には、『日本国復興委員会』。
オリンピックテロからの速やかな復興を目的に組織された機関。
日本再興のカギを握る人物たちの集団。第13特殊機甲部隊を保持。
NSA（ 国家安全保障局）
(National Security Agency：NSA）は、アメリカ国防総省の諜報機関である。
NORAD
North American Aerospace Defense Command 北アメリカ航空宇宙防衛司令部 NORAD本部ビル（アメリカ合衆国コロラド州ピーターソン空軍基地）

### 地名
東京湾メガフロート / 通称“オリンピック島”
2032年の東京オリンピックの開催予定地として、2021年から施工が開始された。
巨大洋上都市
総面積は121.9平方キロメートル。
洞道（とうどう）
本土とメガフロートを結ぶ通信ケーブルを収容する巨大地下トンネル。
通称 “横須賀特区”
政府指定の特別経済区域。区域内は、治外法権が適用されている。いわば租界。
第10工区
“オリンピック島”の将来的にはテーマパークができる予定の区画。入り組んだ地下通路が走っている。

### 事件
バーディーン共和国の“浄水プラントテロ事件”
2023年アル・ジャード一族と美波の両親（上園一真、七海）が、虐殺された事件。
「人間爆弾テロ」事件
記憶を改竄された安西レオナルドが引き起こした事件。「No.09」を用いて貧困層の住民を爆弾化し、連続自爆テロを起こすことで、メガフロートの建設中止を訴えた。。
「ムアンジの大虐殺」
4年前、独裁国家ムアンジ共和国の大統領モラウとエルミラが行った大虐殺事件。
「EX-ARMオークション」
2030年の12月31日に行われたEX-ARMのオークション。場所は新お台場カジノ。(Tokyo Bay 1st Reclaimed Land)
「NO.09」“人体爆弾化”
「NO.11」 “重力操作”
「NO.16」
の3つが出品された。

### 秘訣（キーポイント）
パトロイド
パトロールをするロボット。警察が保持。
都内に1千台が稼動している。高感度熱源感知器（こうかんどねつげんセンサー）を積んでいる。
“トリメチレントリニトロアミン”（C3H6N6O6）
C4などの爆薬の主成分。
“羊飼い”
羊飼いは、神父。仔羊は、子供。
バラストタンク
船体の傾斜復元用の貯水槽。
アクチュエータ（Actuator）
ロボットの関節を動かす駆動機構。
オーパーツ
Out Of Place ARTifactS "その時代にそぐわない場違いな加工品"
原潜
原子力潜水艦。原子動力機関を備えた潜水艦。

## 書誌情報
- 原作：HiRock、漫画：古味慎也『EX-ARM エクスアーム』集英社〈ヤングジャンプコミックス〉、全14巻
  1. 2015年06月19日発売[書 1]、ISBN 978-4-08-890215-9
  2. 2015年09月18日発売[書 2]、ISBN 978-4-08-890286-9
  3. 2015年12月18日発売[書 3]、ISBN 978-4-08-890335-4
  4. 2016年04月19日発売[書 4]、ISBN 978-4-08-890403-0
  5. 2016年08月19日発売[書 5]、ISBN 978-4-08-890472-6
  6. 2016年11月18日発売[書 6]、ISBN 978-4-08-890525-9
  7. 2017年04月19日発売[書 7]、ISBN 978-4-08-890619-5
  8. 2017年07月19日発売[書 8]、ISBN 978-4-08-890694-2
  9. 2017年12月19日発売[書 9]、ISBN 978-4-08-890770-3
  10. 2018年04月19日発売[書 10]、ISBN 978-4-08-891008-6
  11. 2018年08月17日発売[書 11]、ISBN 978-4-08-891139-7
  12. 2018年12月19日発売[書 12]、ISBN 978-4-08-891158-8
  13. 2019年04月19日発売[書 13]、ISBN 978-4-08-891213-4
  14. 2019年08月19日発売[書 14]、ISBN 978-4-08-891243-1
- 原作：HiRock、漫画：古味慎也『EX-ARM EXA エクスアーム エクサ』集英社〈ヤングジャンプコミックス〉、全2巻
  1. 2020年12月18日発売[書 15]、ISBN 978-4-08-891593-7
  2. 2020年12月18日発売[書 16]、ISBN 978-4-08-891827-3
- 原作：久麻當郎、原案協力：HiRock、漫画：古味慎也『EX-ARM Another Code エクスアーム アナザーコード』集英社〈ヤングジャンプコミックス〉、全2巻
  1. 2020年12月18日発売[書 17]、ISBN 978-4-08-891604-0
  2. 2021年1月19日発売[書 18]、ISBN 978-4-08-891759-7
- 原作：古味慎也・HiRock、著作：久麻當郎『EX-ARM エクスアーム THE NOVEL』集英社〈JUMP j BOOKS〉、2018年12月19日発売[書 19]、ISBN 978-4-08-703469-1

## テレビアニメ
2021年1月から3月までTOKYO MXほかにて放送された。同年7月21日にBlu-ray BOX (VPXY-75166) が発売された。

### スタッフ
- 原作 - HiRock、古味慎也[85]
- 監督 - 木村好克[85]
- シリーズ構成 - トミー・モートン[85]
- 助監督・演出 - 木下晨悟
- 作画監督 - Shin.H
- アクション監督 - 大内貴仁
- 2Dキャラクターデザイン - 田村幸
- 3Dキャラクターデザイン - おちいしーたか、広田晴香、大貴
- 美術監督 - 金志連
- 色彩設計 - おちいしーたか
- 撮影監督 - 富坂遼
- 編集 - 竹下大治
- 3DCGディレクター - 徐英男、呉鶴飛
- 音響監督 - 大室正勝
- 音楽 - 木村創[85]
- 音楽プロデューサー - 澁谷知子
- 音楽制作 - 日本コロムビア
- チーフプロデューサー - 足立聡史、江波戸憲司
- プロデューサー - 関谷博、佐藤友紀、鈴木嘉規、臼井久人、岡田秀信、吉田健人、谷口博康、大森慎司
- アニメーションプロデューサー - 戴志祥
- 制作協力 - バイシンク・エンタテインメント、Shanghai E-stone Digital technology Co., Ltd（中国）、More-Dream Co., Ltd、Outer Space Technology(Dalian)Co.,Ltd（中国）、A-TRIBE
- アニメーション制作 - ビジュアルフライト[85]
- 製作 - 集英社、YTE、ロイヤルリムジン、クランチロール、ビデオマーケット、MAGNET、ビジュアルフライト、日本コロムビア、BSフジ

### 主題歌
「Rise Again」
AIRFLIPによるオープニングテーマ。作詞・作曲・編曲はSatoshi、AIRFLIP。
「Diamonds Shine」
Dizzy Sunfistによるエンディングテーマ。作詞はあやぺた、作曲・編曲はあやぺた、moAi。

### 各話リスト
| 話数       | サブタイトル           | 脚本                        | 絵コンテ           | 初放送日       |
| ---------- | ---------------------- | --------------------------- | ------------------ | -------------- |
| BATTLE 001 | 禁断の兵器             | トミー・モートン            | 熊谷仁志           | 2021年 1月11日 |
| BATTLE 002 | 審判の日               | トミー・モートン            | 株式会社ラディアス | 1月18日        |
| BATTLE 003 | 殺戮の天使             | トミー・モートン            | 西峠裕己彦         | 1月25日        |
| BATTLE 004 | 勇気 継ぐ者            | トミー・モートン            | 西峠裕己彦         | 2月1日         |
| BATTLE 005 | ときめきデイドリーム！ | トミー・モートン            | 西峠裕己彦         | 2月8日         |
| BATTLE 006 | EX-ARMオークション     | トミー・モートン            | 小川敦             | 2月15日        |
| BATTLE 007 | 炎の舞踏会             | 煙山夏美                    | 西峠裕己彦         | 2月22日        |
| BATTLE 008 | β 〜ベータ〜           | 下井晋太郎 トミー・モートン | 前澤大樹           | 3月1日         |
| BATTLE 009 | “滅び”の救世主         | トミー・モートン            | 青木みき           | 3月8日         |
| BATTLE 010 | 原罪の遺伝子           | 煙山夏美                    | 西峠裕己彦         | 3月15日        |
| BATTLE 011 | 人間の証               | 下井晋太郎 トミー・モートン | 前澤大樹           | 3月22日        |
| BATTLE 012 | 偉大な一歩             | トミー・モートン            | 西峠裕己彦         | 3月29日        |

### 放送局
| 放送期間                | 放送時間                     | 放送局     | 対象地域 | 備考                                      |
| ----------------------- | ---------------------------- | ---------- | -------- | ----------------------------------------- |
| 2021年1月11日 - 3月29日 | 月曜 1:05 - 1:35（日曜深夜） | TOKYO MX   | 東京都   |                                           |
|                         | 月曜 1:30 - 2:00（日曜深夜） | サンテレビ | 兵庫県   |                                           |
| 2021年1月13日 - 3月31日 | 水曜 0:00 - 0:30（火曜深夜） | BSフジ     | 日本全域 | 製作局 / BS/BS4K放送 / 『アニメギルド』枠 |

| 配信開始日    | 配信時間        | 配信サイト         |
| ------------- | --------------- | ------------------ |
| 2021年1月11日 | 月曜 1:35 更新  | Amazon Prime Video |
| 2021年2月1日  | 月曜 12:00 更新 | バンダイチャンネル |

| BSフジ アニメギルド 水曜 0:00 - 0:30（火曜深夜） | BSフジ アニメギルド 水曜 0:00 - 0:30（火曜深夜） | BSフジ アニメギルド 水曜 0:00 - 0:30（火曜深夜） |
| 前番組                                           | 番組名                                           | 次番組                                           |
| ------------------------------------------------ | ------------------------------------------------ | ------------------------------------------------ |
| 無能なナナ                                       | EX-ARM エクスアーム                              | ドラゴン、家を買う。                             |